# Matela (Otero de Rey)
Matela (llamada oficialmente Santa María Madanela de Matela) es una parroquia y una aldea española del municipio de Otero de Rey, en la provincia de Lugo, Galicia.

## Otras denominaciones
La parroquia también es conocida por el nombre de Santa María Magdalena de Matela.

## Organización territorial
La parroquia está formada por ocho entidades de población, constando cinco de ellas en el nomenclátor del Instituto Nacional de Estadística español:
- A Granda Pequena
- Albaron[8] (Albarón)
- As Rozas
- Malde
- Matela
- O Aveal
- Tella
- Vilar

## Demografía

### Parroquia
| Gráfica de evolución demográfica de Matela (parroquia) entre 2000 y 2020 |
|                                                                          |
| Datos según el nomenclátor publicado por el INE.                         |

### Aldea
| Gráfica de evolución demográfica de Matela (aldea) entre 2000 y 2020 |
|                                                                      |
| Datos según el nomenclátor publicado por el INE.                     |